# Balla Eszter
Balla Eszter (Szekszárd, 1980. május 11. –) magyar színésznő, szinkronszínész.

## Életpályája
A Színház- és Filmművészeti Egyetem elvégzése után megfordult a Nemzeti Színházban, a kaposvári Csiky Gergely Színházban, az Új Színházban, a kecskeméti Katona József Színházban, állandó tagja volt a budapesti Madách Színháznak és a Déryné Vándorszíntársulatnak. Számos filmszerepben is látható volt, többek közt „dérynés” kollégája[pontosabban?] oldalán a Moszkva tér című alkotásban és a Kontrollban is.
2024-től a Centrál Színház színésznője.

## Családja
Apósa Garas Dezső színész. Férje Garas Dániel operatőr, három gyermekük: Emma (2008), Adél (2013) és Pál (2015).

## Díjai
- Kaszás Attila-díj (2024)[7]

## Filmjei
- S.E.R.E.G. (2024)
- Majdnem menyasszony (2024)
- Emberszag (2022)
- Apatigris (2020)
- Kölcsönlakás (2019)
- A tanár (tévésorozat, 2019)
- Egy szerelem gasztronómiája (2017)
- Hacktion: Újratöltve; Patthelyzet c. epizód (tévésorozat, 2012)
- Apacsok (2010)
- Variációk (2009)
- A Hold és a csillagok (2005)
- Csodálatos vadállatok (tévéfilm, 2005) színész
- Ég veled! (2005)
- Szezon (2004)
- Kontroll (2003)
- Moszkva tér (2001)
- ...meseautóban (tévéműsor) közreműködő

## Színházi szerepei
- A csoda alkonya
- A holdbeli csónakos
- A jég
- A mi utcánk - Avenue Q
- A Noszty fiú esete Tóth Marival
- Baal
- Bob herceg
- Candide, vagy az optimizmus
- Chicago
- Csak egy szög
- Csárdáskirálynő
- Csoportterápia
- Én, József Attila
- Édeskettes hármasban
- Vizy Márton – Tóth Dávid Ágoston: Én, József Attila....Vágó Márta
- Hair
- János vitéz
- Kabaré
- Káosz 2
- Káprázatos hölgyek, vagy amit akartok
- Kasimír és Karoline
- Kaszás Attila Emlékest
- Koktél hatkor
- Kurt Weill Cabaret
- Lemegy a Nap - Minden Rossz
- Lila ákác
- Macskák
- Mégis, kinek az élete?
- Mici néni két élete
- Mihaszna
- My Fair Lady
- Naftalin
- Nebántsvirág
- Nyaralás színész
- Párterápia
- Sanzonokat énekelünk a Tettyén
- Sors bolondjai
- Szentivánéji álom
- "Tajtékos ég és hagymaszag"
- Te édes, de jó vagy, légy más
- West Side Story